# Vin de Savoie

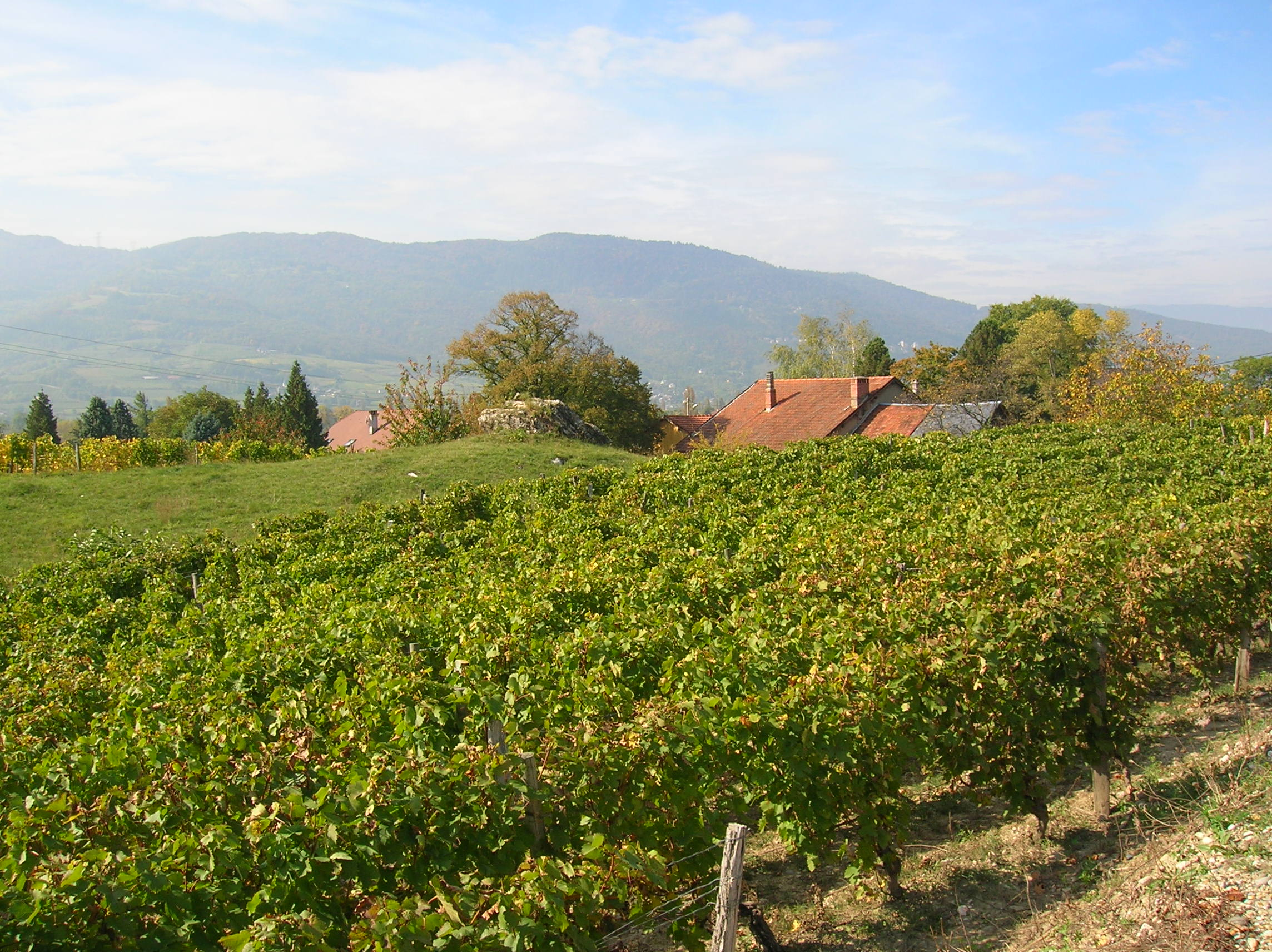
Weinberg bei Myans.

Die Herkunftsbezeichnung Vin de Savoie bezeichnet einen Rot-, Rosé oder Weißwein der Weinbauregion Savoie.

## Zugelassene Gemeinden
Die zugelassenen Rebflächen verteilen sich auf die Gemeinden Apremont, Arbin, Barby, Billième, Le Bourget-du-Lac, Brison-Saint-Innocent, Challes-les-Eaux, Chignin, Chindrieux, Cruet, Francin, Fréterive, Jongieux, Lucey, Les Marches, Montmélian, Motz, Myans, Ruffieux, Saint-Alban-Leysse, Saint-Baldoph, Saint-Germain-la-Chambotte, Saint-Jeoire-Prieuré, Saint-Jean-de-la-Porte, Saint-Jean-de-Chevelu, Saint-Pierre-d’Albigny, Serrières-en-Chautagne und Yenne (alle im Département Savoie) sowie Ayse, Ballaison (nur Rotwein), Bassy, Bonneville, Challonges, Chaumont, Chessenaz, Clarafond-Arcine, Desingy, Douvaine (nur Rotwein), Frangy, Franclens, Loisin (nur Rotwein), Marignier, Marin, Massongy, Musièges, Publier, Sciez, Seyssel (nur Rotwein), Thonon-les-Bains, Usinens, Vanzy und Ville-la-Grand (alle im Département Haute-Savoie). Darüber hinaus greift das Gebiet mit den Gemeinden Corbonod und Seyssel auf einen kleinen Teil der orographisch rechts der Rhone gelegenen Region im Département Ain über. Im Département Isère darf sich die Gemeinde Chapareillan ebenfalls mit der Herkunftsbezeichnung identifizieren. Für die drei letztgenannten Gemeinden gilt die Anerkennung nur für Rotwein. Damit ist die Definition des Anbaugebiets fast deckungsgleich mit dem der Appellation Roussette de Savoie.
Neben dem einfachen Vin de Savoie wurden 15 Crus mit strengeren Vorschriften anerkannt:
- Vin de Savoie Abymes oder Les Abymes : Apremont (teilweise), Chapareillan, Les Marches (teilweise), Myans.
- Vin de Savoie Apremont : Apremont (teilweise), Les Marches (teilweise), Saint-Baldoph.
- Vin de Savoie Arbin : Arbin.
- Vin de Savoie Ayze : Ayse, Bonneville, Marignier.
- Vin de Savoie Chautagne : Chindrieux, Motz, Ruffieux, Serrières-en-Chautagne.
- Vin de Savoie Chignin : Chignin.
- Vin de Savoie Chignin-Bergeron oder Bergeron : Chignin, Francin, Montmélian.
- Vin de Savoie Cruet : Cruet.
- Vin de Savoie Marignan : Sciez.
- Vin de Savoie Montmélian : Francin, Montmélian.
- Vin de Savoie Ripaille : Thonon-les-Bains.
- Vin de Savoie Saint-Jean-de-la-Porte : Saint-Jean-de-la-Porte.
- Vin de Savoie Saint-Jeoire-Prieuré : Saint-Jeoire-Prieuré.
- Vin de Savoie Marin : Marin, Publier.
- Vin de Savoie Jongieux : Billième, Jongieux, Lucey, Saint-Jean-de-Chevelu, Yenne.

Seit dem 4. September 1973 verfügt die Appellation über den Status einer Appellation d’Origine Contrôlée (kurz AOC).
Die Weinberge liegen auf einer mittleren Höhe von ca. 250 bis 560 Metern Höhe über dem Meeresspiegel in Hanglagen der Ausläufer der Savoyer Alpen. Durch eine südliche Ausrichtung der Hänge sind die Rebflächen gegen die kalten Nordwinde geschützt. Während der Nacht fällt kühle Luft aus den Höhen herab und sorgt für eine dem Weinbau zuträgliche ausreichend hohe Temperaturdifferenz zwischen Tag und Nacht.

## Rebsorten
Generell sind die Erträge für Rotweine auf 62 Hektoliter/Hektar und für Weißwein bzw. Roséwein auf 67 Hektoliter/Hektar beschränkt. Strengere Vorschriften gelten für die 15 Crus; hier liegt die Beschränkung bei 60 Hektoliter / Hektar respektive 65 Hektoliter/ Hektar.
Die wichtigsten roten Rebsorten für den Rot- und Roséwein sind der Gamay, die Sorte Mondeuse sowie der Spätburgunder, der in Frankreich Pinot noir heißt. Zu den Nebensorten zählen Persan, Cabernet Franc, Cabernet Sauvignon, Étraire de la Dui, Servanin und Joubertin. Der Anteil der Nebensorten darf im Verschnitt die 10 %-Marke nicht überschreiten.
Beim Weißwein sind die lauten die Hauptsorten Aligoté, Altesse (hier Roussette genannt), Chardonnay, Frühroter Veltliner, Jacquère und Mondeuse Blanche. Im Département Haute-Savoie zählen zu dieser Kategorie noch die Sorten Roussanne (hier Bergeron genannt), Gringet, Roussette d’Ayze sowie der Gutedel, der hier Chasselas genannt wird. Die Rebsorten Marsanne und Verdesse zählen zu den Nebensorten, deren Anteil im Wein 10 % nicht überschreiten darf.
Vor der Vergärung muss der natürliche Mindest-Zuckergehalt des Mosts für den Rotwein 144–153 g/l betragen, was einem Alkoholgehalt von 9–10 Vol.-% im Wein entspricht (→ Mostgewicht). Für die Weißweine belaufen sich die Werte auf 136–153 g/l, wobei als Kreiterium die Rebsorte gilt. Für die 15 Crus belaufen sich die entsprechenden Werte auf 153–162 g/l für den Rotwein während für den Weißwein keine Sonderregel gilt. Falls in schlechten Jahren einer Chaptalisation zugestimmt wird, darf der Alkoholgehalt des fertig vergorenen Weines nicht 13 Vol.-% übersteigen.
Die Pflanzdichte liegt bei mindestens 5000 Rebstöcken/ Hektar.